# Trappist-1 d
Trappist-1 d, auch 2MASS J23062928-0502285 d bezeichnet, ist ein vermutlich felsiger Exoplanet, der den Zwergstern Trappist-1 knapp außerhalb der habitablen Zone umkreist. Er befindet sich etwa 40 Lichtjahre (12 Parsec) von der Erde entfernt im Sternbild Wassermann.

## Planet im Trappist-1-System
Trappist-1 d ist vom Stern aus gerechnet der dritte von sieben und mit Trappist-1 h einer der beiden kleinsten bisher bekannten Planeten des Trappist-1-Systems. Vermutlich umkreisen alle Planeten des Trappist-1-Systems den Zwergstern in einer gebundenen Rotation, bei der eine Seite der Planeten ununterbrochen vom Stern beschienen wird (immerwährender Tag, warm) und die andere Seite nie (immerwährende Nacht, kalt); dazwischen liegt eine ringförmige Zone mit mittleren Temperaturen.
Trappist-1 d bewegt sich auf einer Bahn mit einer Umlaufdauer von etwa 4,05 Tagen und einem Bahnradius von etwa 0,022 Astronomischen Einheiten um den Zentralstern.

## Eigenschaften
Trappist-1 d ist ein erdähnlicher Planet. Sein Radius beträgt etwa 0,788 Erdradien und seine Masse etwa 0,39 Erdmassen. Damit hat er eine leicht geringere Dichte als die Erde, etwa 4,95 g/cm³, und eine Oberflächenbeschleunigung von etwa 62 % des Wertes der Erde. Seine errechnete Gleichgewichtstemperatur beträgt 282 K (9 °C).

## Habitabilität
Die Bahn des Exoplaneten verläuft sternseits außerhalb der habitablen Zone. Modellrechnungen zufolge erlebte dieser Planet einen galoppierenden Treibhauseffekt (engl. runaway greenhouse effect), d. h. seine ursprünglich vorhandenen Ozeane sind vermutlich verdampft. Eine kleine Menge Wasser könnte jedoch noch vorhanden sein. Er hat einen Earth Similarity Index von 0,91.
Über die chemische Zusammensetzung und eine etwaige Atmosphäre des Planeten ist bislang nichts bekannt.